# Port lotniczy Umeå
Port lotniczy Umeå – port lotniczy położony 4,5 km na południe od Umeå. Jest jednym z największych portów lotniczych w północnej Szwecji. W 2007 obsłużył 810 tys. pasażerów.

## Linie lotnicze i połączenia
| Linia lotnicza               | Kierunek                           |
| ---------------------------- | ---------------------------------- |
| Braathens Regional Airlines  | 1. Sztokholm-Bromma                |
| Croatia Airlines             | Sezonowe czartery: 1. Split        |
| Jonair                       | 1. Östersund                       |
| Norwegian Air Shuttle        | 1. Sztokholm-Arlanda               |
| Scandinavian Airlines System | 1. Sztokholm-Arlanda               |
| TUI fly Nordic               | Sezonowe czartery: 1. Gran Canaria |